# ホープバス協同組合
ホープバス協同組合（ホープバスきょうどうくみあい）は広島県山県郡北広島町に拠点を置く貸切バス事業者5社の共同出資により設立された事業協同組合である。

## 事業内容
- 貸切バスの共同配車事業
  - 加盟各社の貸切大型バスのボディデザインは共通化されており、「HOPE LINER」で統一されている。
- 旅行業（たびーと）

近年では、時折オリオンツアー主催の高速ツアーバスの受託運行を行っていたが、2013年7月の「新高速バス制度」施行に伴い運行から撤退した。2018年シーズンはオー・ティー・ビーからの受託でオリオンバス 広島〜東京線の臨時便を運行。

## 事業所
- 本部

広島県山県郡北広島町有田1532 ショッピングセンター千代田サンクス

## 沿革
- 2002年4月 大朝交通・八重タクシー・豊平交通の3社が、貸切大型バスのボディデザインを共通化し「HOPE LINER」で統一。
- 2002年12月 大朝交通・八重タクシー・豊平交通・壬生交通の4社により、協同組合設立準備会を創立。
- 2003年6月18日 大朝交通・八重タクシー・豊平交通・壬生交通の4社の共同出資により、ホープバス協同組合を設立。
- 2003年10月 総合企画コーポレーションが加入し、加盟事業者が5社となる。
- 2004年10月 旅行業（たびーと）を開始。
- 2019年3月31日 豊平交通脱退。